# Franco Manzecchi
Franco Manzecchi, né le 10 septembre 1931 à Ravenne, en Émilie-Romagne (Italie) et mort le 25 mars 1979 à Constance (Allemagne), est un batteur italien de jazz. 

## Biographie
Franco Manzecchi travaille à Paris dès 1957 notamment avec Tony Scott, Bill Coleman (1 disque), Mezz Mezzrow, Don Byas, Bud Powell et Pierre Michelot, Guy Lafitte (1 disque), René Urtreger, Lou Bennett et Jimmy Gourley (1 disque de Bennett avec le jeune Philip Catherine en 1966), Jack Diéval avec Eric Dolphy, Donald Byrd et Nathan Davis (enregistrement pour la radio qui est sorti sur CD par la suite), puis avec le grand René Thomas (disque Relaxez-vous avec Jack Diéval) et aussi Lucky Thompson (tournée en Italie), Chet Baker (enregistrement 1964 avec Urtreger pour la télé belge, sorti en CD en 1992 et DVD en 2006 par la suite), Dionne Warwick (Belgique, avec Nathan Davis), Memphis Slim, Johnny Griffin, enregistrement avec André Hodeir (le fameux Anna livia plurabelle avec Jean-Luc Ponty et Michel Portal entre autres), Stéphane Grappelli (enregistrement sous le nom de Geo Daly), le « trio Michel Roques » avec d'abord Henri Texier, puis Benoît Charvet et ensuite Patrice Caratini à la contrebasse (en total 7 disques, dont Safari reçoit le « prix Django Reinhardt 1969 »), Stuff Smith (enregistrement « live » avec Jan Hammer à Prague), Dexter Gordon, Hank Mobley, Joe Henderson, Mal Waldron (disque en trio avec Caratini), Clark Terry & Ernie Wilkins (enregistrement de disque au festival de Montreux en 1969), Teddy Wilson, Barney Kessel, « les Swingers » et beaucoup d'autres. 
Il enregistre son dernier disque « Organ » sur OPEN avec Marc Fosset et Patrice Galas à Paris en juin 1978. Établi en Allemagne dès 1977, il y meurt deux ans plus tard d'une maladie du cœur.
Dans les années soixante ce batteur a apporté une contribution non négligeable au jazz moderne en France. Respecté de ses pairs (Kenny Clarke, Max Roach, Art Blakey, Elvin Jones) avec lesquels il partageait certaines idées, il se distinguait par sa frappe aux cymbales et l'élégance de ses solos. 

## Discographie
- André Réwéliotty et son orchestre jouent des inédits de Sidney Bechet (1959) EP
- Bill Coleman (1960) EP
- Remembering René Thomas (w/ Bobby Jaspar) (rec. 1961-62, ed. 2020) 2CD
- Guy Lafitte Jazz Sextet (1962) EP
- Relaxez Vous Avec Jack Diéval Et Son Quartette (1966) LP
- Chet Baker Quintet Brussels 1964 (1992) CD/(2006) DVD
- Eric Dolphy Naima (1964) LP/CD
- Jack Diéval Ambiance Pour Deux Pianos (1964) LP
- Club Du Piano N°1: Jack Diéval Présente (196?) LP
- Geo Daly Avec Stéphane Grappelli: Baroque Up To Date (196?) LP
- Larry Young in Paris - The ORTF Recordings (1965) LP/2CD
- André Hodeir Anna Livia Plurabelle (1966) LP
- Michel Roques Dédicace (1966) EP
- Jazz Jamboree 66 Vol. 1 (w/ Stuff Smith Quartet) (1966) LP
- Lou Bennett Trio Ovzeni Jazzohevo Festivalu 1966 (1967) LP
- Nathan Davis With Georges Arvanitas Trio – Live in Paris – The ORTF Recordings 1966/67 (2019) LP
- En Avant La Zizique (w/ Michel Roques Trio) (1968) LP
- Eraldo Volonte Free And loose  (1968) LP/CD
- Michel Roques Trio Safari (1968) LP
- Bill Coleman: ? (1969) EP
- Mal Waldron Ursula (1969) LP
- Clark Terry International Festival Band At The Montreux Jazz Festival (1969) LP
- Michel Roques Chorus (1971) LP
- Jean Bonal Guitare Jazz (1974) LP
- The Fabulous Pescara Jam Sessions 1970-1975 (w/ Chet Baker) (1991) CD
- Patrice Galas/Marc Fosset/Franco Manzecchi Organ (1978) LP